# 親水性

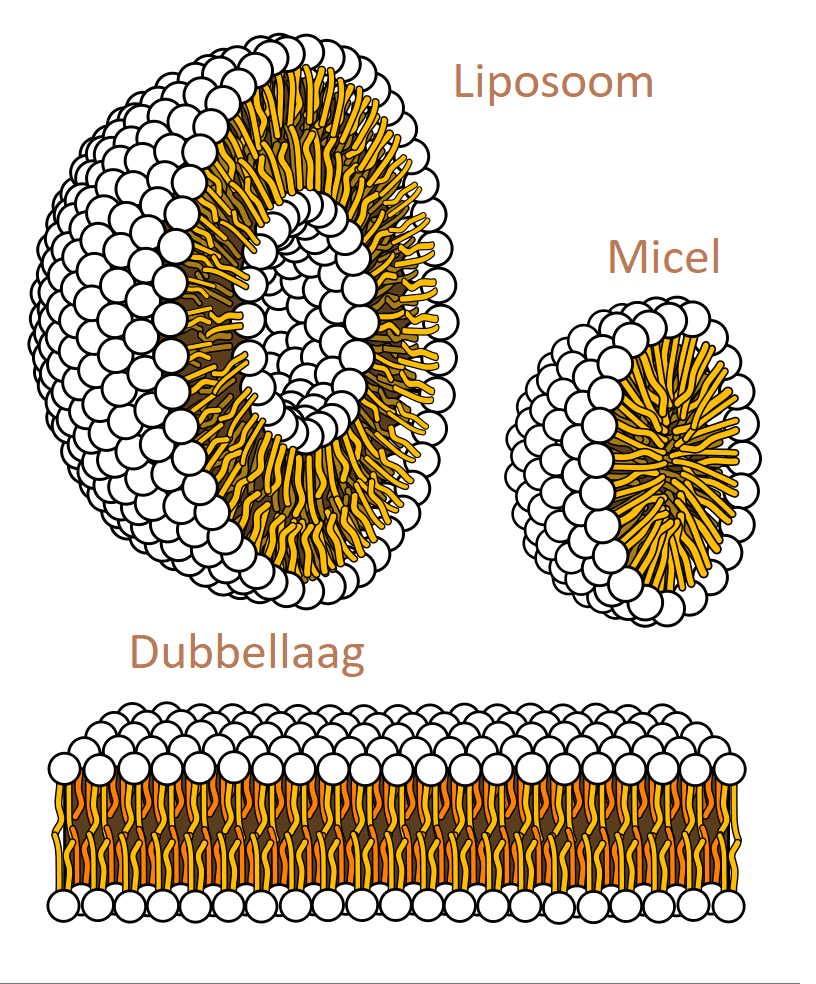
磷脂

親水性指分子能夠透過氫鍵和水分子形成短暫鍵結的物理性質。因為熱力學上合適，這種分子不只可以溶解在水裡，也可以溶解在其他的極性溶液內。
一個親水性分子，或說分子的親水性部份，是指其有能力極化至能形成氫鍵的部位，並使其對油或其他疏水性溶液而言，更容易溶解在水裡面。親水性和疏水性分子也可分別稱為極性和非極性分子。
肥皂擁有親水性和疏水性兩端，以使其可以溶解在水裡，也可以溶解在油裡。因此可得，肥皂可以去除掉水和油之間的界面。

## 另見
- 疏水性
- 浸潤
- 超親水性
- 亲水指数